# Première circonscription de l'Ain
La première circonscription de l'Ain est l'une des cinq circonscriptions législatives françaises que compte le département de  l'Ain (01), en région Auvergne-Rhône-Alpes.
Elle est représentée dans la XVIIe législature par Xavier Breton, député Les Républicains.

## Description géographique

### De 1958 à 1986
La première circonscription de l'Ain était composée de :
- canton de Bâgé-le-Châtel
- canton de Bourg-en-Bresse
- canton de Ceyzériat
- canton de Coligny
- canton de Montrevel
- canton de Pont-d'Ain
- canton de Pont-de-Vaux
- canton de Saint-Trivier-de-Courtes
- canton de Treffort

### De 1988 à 2010
La première circonscription de l'Ain  était composée de :
La première circonscription de l'Ain, située dans le nord-ouest du département, a d'abord été délimitée par le découpage électoral élaboré lors du redécoupage des circonscriptions législatives françaises de 1986
, et regroupait les divisions administratives suivantes :
- canton de Bourg-en-Bresse-Est
- canton de Bourg-en-Bresse-Nord-Centre
- canton de Bourg-en-Bresse-Sud
- canton de Ceyzériat
- canton de Coligny
- canton de Montrevel-en-Bresse
- canton de Péronnas
- canton de Pont-d'Ain
- canton de Saint-Trivier-de-Courtes
- canton de Treffort-Cuisiat
- canton de Viriat.

### Depuis 2010
Depuis l'ordonnance no 2009-935 du 29 juillet 2009, ratifiée par le Parlement français le 21 janvier 2010, elle regroupe les divisions administratives suivantes : 
- canton de Bourg-en-Bresse-Est
- canton de Bourg-en-Bresse-Nord-Centre
- canton de Ceyzériat
- canton de Coligny
- canton de Montrevel-en-Bresse
- canton de Pont-d'Ain
- Canton de Pont-de-Vaux
- canton de Saint-Trivier-de-Courtes
- canton de Treffort-Cuisiat
- canton de Viriat.

Carte de la première circonscription de l'Ain de 1958 à 1986
Carte de la première circonscription de l'Ain de 1986 à 2012
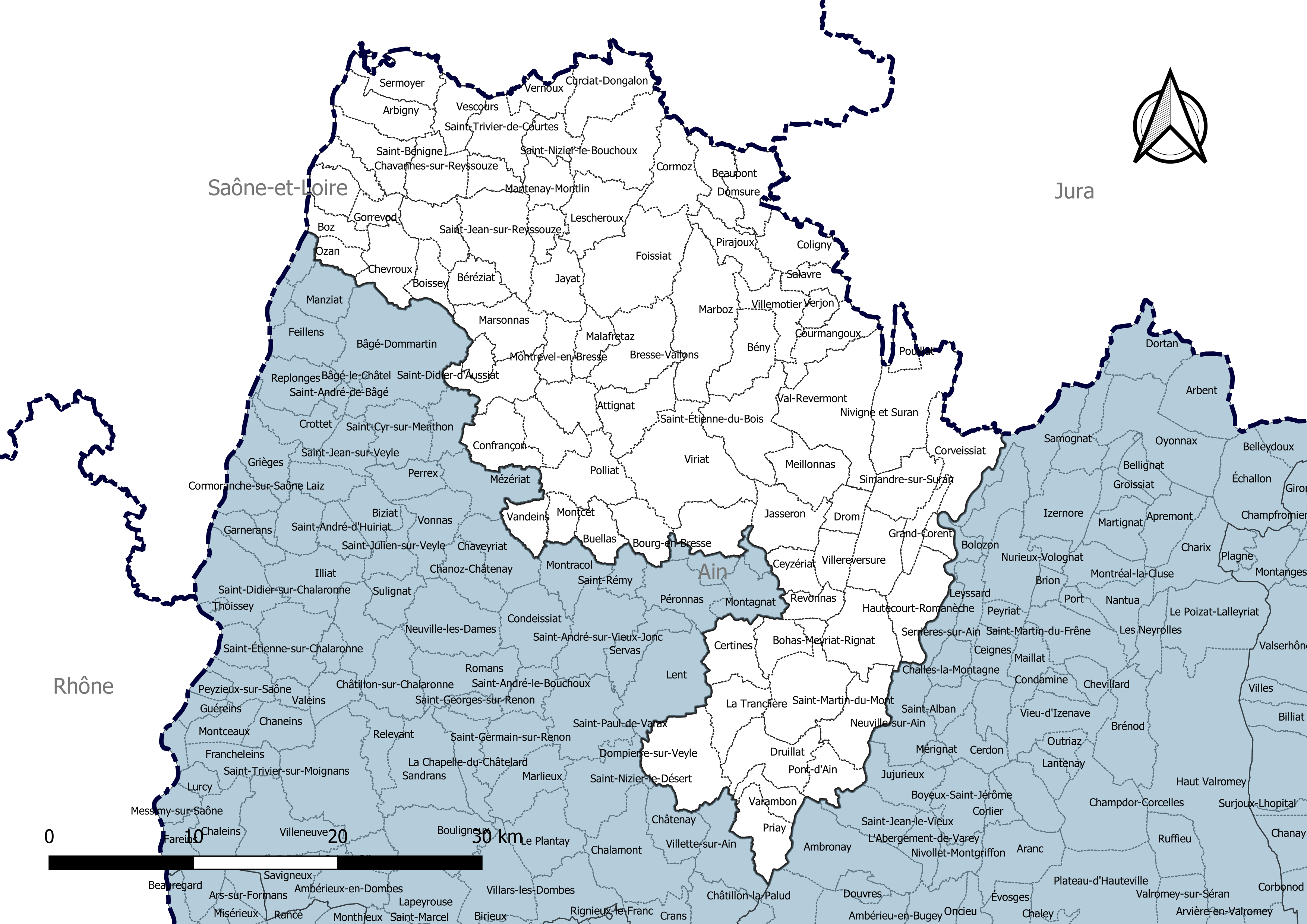
Carte de la première circonscription de l'Ain, issue de la réforme de 2010, avec la composition en communes au 1er janvier 2019.

### Pyramide des âges
| Hommes | Classe d’âge   | Femmes |
| ------ | -------------- | ------ |
| 9      | 65 ans et plus | 11     |
| 28     | 20 à 64 ans    | 28     |
| 12     | 0 à 19 ans     | 12     |

### Catégorie socio-professionnelle
Répartition de la population active par catégorie socio-professionnelle en 2013
| Agriculteurs | Artisans, commerçants, chefs d'entreprise | Cadres, professions intellectuelles | Professions intermédiaires | Employés | Ouvriers | Retraités | Autres |
| ------------ | ----------------------------------------- | ----------------------------------- | -------------------------- | -------- | -------- | --------- | ------ |
| 1,0 %        | 3,4 %                                     | 6,1 %                               | 15,0 %                     | 16,1 %   | 15,8 %   | 29,1 %    | 13,6 % |

## Historique des députations
| Législature | Début de mandat | Fin de mandat  | Député               | Parti politique | Observations |
| ----------- | --------------- | -------------- | -------------------- | --------------- | --- |
| Ire         | 9 décembre 1958 | 9 octobre 1962 | Amédée Mercier       | SFIO            | Mandat écourté à la suite d'une dissolution parlementaire décidée par Charles de Gaulle.                                                                       |
| IIe         | 6 décembre 1962 | 2 avril 1967   | Paul Barberot        | MRP             | |
| IIIe        | 3 avril 1967    | 30 mai 1968    | Paul Barberot        | CD              | Mandat écourté à la suite d'une dissolution parlementaire décidée par Charles de Gaulle.                                                                       |
| IVe         | 11 juillet 1968 | 1er avril 1973 | Paul Barberot        | CD              | |
| Ve          | 2 avril 1973    | 2 avril 1978   | Paul Barberot        | CDP             | |
| VIe         | 3 avril 1978    | 22 mai 1981    | Jacques Boyon        | RPR             | Mandat écourté à la suite d'une dissolution parlementaire décidée par François Mitterrand.                                                                     |
| VIIe        | 2 juillet 1981  | 1er avril 1986 | Louis Robin          | PS              | |
| VIIIe       | 2 avril 1986    | 14 mai 1988    | Aucun                | Aucun           | Proportionnelle par département, pas de député par circonscription. Mandat écourté à la suite d'une dissolution parlementaire décidée par François Mitterrand. |
| IXe         | 23 juin 1988    | 1er avril 1993 | Jacques Boyon        | RPR             | |
| Xe          | 2 avril 1993    | 21 avril 1997  | Jacques Boyon        | RPR             | Président du Conseil général de l'Ain Mandat écourté à la suite d'une dissolution parlementaire décidée par Jacques Chirac.                                    |
| XIe         | 12 juin 1997    | 18 juin 2002   | André Godin          | PS              | Maire de Bourg-en-Bresse de 1995 à 2001 |
| XIIe        | 19 juin 2002    | 19 juin 2007   | Jean-Michel Bertrand | UMP             | Maire de Bourg-en-Bresse de 2001 à 2008 |
| XIIIe       | 20 juin 2007    | 19 juin 2012   | Xavier Breton        | UMP             | 1er adjoint au maire de Bourg-en-Bresse de 2001 à 2008 |
| XIVe        | 20 juin 2012    | 20 juin 2017   | Xavier Breton        | UMP             | Conseiller municipal de Bourg-en-Bresse |
| XVe         | 21 juin 2017    | 21 juin 2022   | Xavier Breton        | LR              | Conseiller régional d'Auvergne-Rhône-Alpes |
| XVIe        | 22 juin 2022    | 9 juin 2024    | Xavier Breton        | LR              | Conseiller régional d'Auvergne-Rhône-Alpes Mandat écourté à la suite d'une dissolution parlementaire décidée par Emmanuel Macron.                              |
| XVIIe       | 8 juillet 2024  | En cours       | Xavier Breton        | LR              | Conseiller régional d'Auvergne-Rhône-Alpes, puis élu vice-président de l'Assemblée nationale                                                                   |

## Historiques des élections

### Élections de 1958
| Candidat       | Candidat           | Parti          | Premier tour | Premier tour | Second tour | Second tour |  |
| Candidat       | Candidat           | Parti          | Voix         | %            | Voix        | %           |  |
| -------------- | ------------------ | -------------- | ------------ | ------------ | ----------- | ----------- |  |
|                | Amédée Mercier élu | diss. SFIO     | 12 530       | 29,72        | 13 727      | 29,98       |  |
|                | Émile Bouvard      | Radsoc         | 8 713        | 20,67        | 13 603      | 29,71       |  |
|                | Hubert Pernin      | CNIP           | 7 872        | 18,67        | 8 477       | 18,52       |  |
|                | Albert Jouvent     | UNR            | 5 053        | 11,99        | 5 379       | 11,75       |  |
|                | Émile Machurat     | PCF            | 4 708        | 11,17        | 4 598       | 10,04       |  |
|                | Roger Pioud        | SFIO           | 3 281        | 7,78         | Retrait     | Retrait     |  |
|                |                    |                |              |              |             |             |  |
| Inscrits       | Inscrits           | Inscrits       | 67 589       | 100,00       | 67 558      | 100,00      |  |
| Abstentions    | Abstentions        | Abstentions    | 24 588       | 36,38        | 21 230      | 31,42       |  |
| Votants        | Votants            | Votants        | 43 001       | 63,62        | 46 328      | 68,58       |  |
| Blancs et nuls | Blancs et nuls     | Blancs et nuls | 844          | 1,96         | 544         | 1,17        |  |
| Exprimés       | Exprimés           | Exprimés       | 42 157       | 98,04        | 45 784      | 98,83       |  |

Louis Robin, greffier, conseiller municipal de Marboz, conseiller général du canton de Coligny, était le suppléant d'Amédée Mercier. Amédée Mercier siégea comme apparenté au groupe socialiste.

### Élections de 1962
| Candidat       | Candidat               | Parti          | Premier tour | Premier tour | Second tour | Second tour |  |
| Candidat       | Candidat               | Parti          | Voix         | %            | Voix        | %           |  |
| -------------- | ---------------------- | -------------- | ------------ | ------------ | ----------- | ----------- |  |
|                | Paul Barberot élu      | MRP            | 10 300       | 27,39        | 17 839      | 43,06       |  |
|                | Amédée Mercier sortant | SFIO           | 9 987        | 26,56        | 16 513      | 39,86       |  |
|                | René Dusonchet         | UNR-UDT        | 6 744        | 17,94        | 7 080       | 17,09       |  |
|                | Hubert Pernin          | CNIP           | 5 402        | 14,37        | Retrait     | Retrait     |  |
|                | Émile Machurat         | PCF            | 5 169        | 13,75        | Retrait     | Retrait     |  |
|                |                        |                |              |              |             |             |  |
| Inscrits       | Inscrits               | Inscrits       | 67 878       | 100,00       | 67 855      | 100,00      |  |
| Abstentions    | Abstentions            | Abstentions    | 29 471       | 43,42        | 25 683      | 37,85       |  |
| Votants        | Votants                | Votants        | 38 407       | 56,58        | 42 172      | 62,15       |  |
| Blancs et nuls | Blancs et nuls         | Blancs et nuls | 805          | 2,1          | 740         | 1,75        |  |
| Exprimés       | Exprimés               | Exprimés       | 37 602       | 97,9         | 41 432      | 98,25       |  |

Victor Janody, salaisonnier à Saint-André-sur-Vieux-Jonc était suppléant de Paul Barberot.

### Élections de 1967
| Candidat       | Candidat                    | Parti          | Premier tour | Premier tour | Second tour | Second tour |  |
| Candidat       | Candidat                    | Parti          | Voix         | %            | Voix        | %           |  |
| -------------- | --------------------------- | -------------- | ------------ | ------------ | ----------- | ----------- |  |
|                | Paul Barberot sortant réélu | CD (PDM)       | 17 892       | 36,64        | 27 449      | 55,63       |  |
|                | Louis Robin                 | FGDS (SFIO)    | 12 348       | 25,29        | 21 892      | 44,37       |  |
|                | Jacques Boyon               | UD-Ve          | 10 509       | 21,52        | Retrait     | Retrait     |  |
|                | Marcel Benoit               | PCF            | 6 607        | 13,53        |             |             |  |
|                | Pierre Bailly               | Modérés        | 1 471        | 3,01         |             |             |  |
|                |                             |                |              |              |             |             |  |
| Inscrits       | Inscrits                    | Inscrits       | 69 203       | 100,00       | 69 182      | 100,00      |  |
| Abstentions    | Abstentions                 | Abstentions    | 19 539       | 28,23        | 18 496      | 26,74       |  |
| Votants        | Votants                     | Votants        | 49 664       | 71,77        | 50 686      | 73,26       |  |
| Blancs et nuls | Blancs et nuls              | Blancs et nuls | 837          | 1,69         | 1 345       | 2,65        |  |
| Exprimés       | Exprimés                    | Exprimés       | 48 827       | 98,31        | 49 341      | 97,35       |  |

Jean-Marie Beaudet, agriculteur, conseiller municipal de Laiz était le suppléant de Paul Barberot.

### Élections de 1968
| Candidat       | Candidat                    | Parti          | Premier tour | Premier tour | Second tour | Second tour |  |
| Candidat       | Candidat                    | Parti          | Voix         | %            | Voix        | %           |  |
| -------------- | --------------------------- | -------------- | ------------ | ------------ | ----------- | ----------- |  |
|                | Paul Barberot sortant réélu | CD (PDM)       | 16 413       | 33,17        | 18 162      | 34,74       |  |
|                | Yvon Morandat               | UDR (URP)      | 16 042       | 32,42        | 17 245      | 32,99       |  |
|                | Louis Robin                 | FGDS (SFIO)    | 9 748        | 19,7         | 16 868      | 32,27       |  |
|                | Marcel Benoit               | PCF            | 5 463        | 11,04        |             |             |  |
|                | Henri Taponard              | PSU            | 1 489        | 3,01         |             |             |  |
|                | Julien-Paul Quincy          | Modérés        | 333          | 0,67         |             |             |  |
|                |                             |                |              |              |             |             |  |
| Inscrits       | Inscrits                    | Inscrits       | 69 428       | 100,00       | 69 401      | 100,00      |  |
| Abstentions    | Abstentions                 | Abstentions    | 19 426       | 27,98        | 16 826      | 24,24       |  |
| Votants        | Votants                     | Votants        | 50 002       | 72,02        | 52 575      | 75,76       |  |
| Blancs et nuls | Blancs et nuls              | Blancs et nuls | 514          | 1,03         | 300         | 0,57        |  |
| Exprimés       | Exprimés                    | Exprimés       | 49 488       | 98,97        | 52 275      | 99,43       |  |

Jean-Marie Beaudet était le suppléant de Paul Barberot.

### Élections de 1973
| Candidat       | Candidat                    | Parti          | Premier tour | Premier tour | Second tour | Second tour |  |
| Candidat       | Candidat                    | Parti          | Voix         | %            | Voix        | %           |  |
| -------------- | --------------------------- | -------------- | ------------ | ------------ | ----------- | ----------- |  |
|                | Paul Barberot sortant réélu | CDP (URP)      | 16 860       | 31,99        | 30 065      | 56,97       |  |
|                | Paul Morin                  | Rad (MR)       | 8 532        | 16,19        | Retrait     | Retrait     |  |
|                | Jacques Boyon               | UDR (URP)      | 8 493        | 16,11        | Retrait     | Retrait     |  |
|                | Roland Monnet               | PS (UGSD)      | 8 071        | 15,31        | 22 711      | 43,03       |  |
|                | Marcel Benoit               | PCF            | 7 901        | 14,99        | Retrait     | Retrait     |  |
|                | Bernard Jaquinod            | PSU            | 1 939        | 3,68         |             |             |  |
|                | Maurice Bardet              | Divers droite  | 914          | 1,73         |             |             |  |
|                |                             |                |              |              |             |             |  |
| Inscrits       | Inscrits                    | Inscrits       | 73 349       | 100,00       | 73 327      | 100,00      |  |
| Abstentions    | Abstentions                 | Abstentions    | 19 679       | 26,83        | 18 913      | 25,79       |  |
| Votants        | Votants                     | Votants        | 53 670       | 73,17        | 54 414      | 74,21       |  |
| Blancs et nuls | Blancs et nuls              | Blancs et nuls | 960          | 1,79         | 1 638       | 3,01        |  |
| Exprimés       | Exprimés                    | Exprimés       | 52 710       | 98,21        | 52 776      | 96,99       |  |

Jean-Marie Beaudet était le suppléant de Paul Barberot.

### Élections de 1978
| Candidat       | Candidat              | Parti          | Premier tour | Premier tour | Second tour | Second tour |  |
| Candidat       | Candidat              | Parti          | Voix         | %            | Voix        | %           |  |
| -------------- | --------------------- | -------------- | ------------ | ------------ | ----------- | ----------- |  |
|                | Louis Robin           | PS             | 18 769       | 28,54        | 33 304      | 47,71       |  |
|                | Jacques Boyon élu     | RPR            | 17 256       | 26,24        | 36 499      | 52,29       |  |
|                | Paul Barberot sortant | UDF (CDS)      | 14 499       | 22,05        | Retrait     | Retrait     |  |
|                | Marcel Benoit         | PCF            | 8 679        | 13,2         |             |             |  |
|                | Marie-Rose Maupoint   | PSU (FA)       | 2 340        | 3,56         |             |             |  |
|                | Jean-Pierre Dayet     | Divers droite  | 2 211        | 3,36         |             |             |  |
|                | Jean-Francois Mortel  | LCR            | 1 302        | 1,98         |             |             |  |
|                | Jean-Pierre Cotton    | UOPDP          | 706          | 1,07         |             |             |  |
|                |                       |                |              |              |             |             |  |
| Inscrits       | Inscrits              | Inscrits       | 84 153       | 100,00       | 84 304      | 100,00      |  |
| Abstentions    | Abstentions           | Abstentions    | 17 217       | 20,46        | 13 463      | 15,97       |  |
| Votants        | Votants               | Votants        | 66 936       | 79,54        | 70 841      | 84,03       |  |
| Blancs et nuls | Blancs et nuls        | Blancs et nuls | 1 174        | 1,75         | 1 038       | 1,47        |  |
| Exprimés       | Exprimés              | Exprimés       | 65 762       | 98,25        | 69 803      | 98,53       |  |

Le Docteur Aymé Blanchet était le suppléant de Jacques Boyon.

### Élections de 1981
| Candidat              | Candidat              | Parti          | Premier tour | Premier tour | Second tour | Second tour |  |
| Candidat              | Candidat              | Parti          | Voix         | %            | Voix        | %           |  |
| --------------------- | --------------------- | -------------- | ------------ | ------------ | ----------- | ----------- |  |
|                       | Jacques Boyon sortant | RPR (UNM)      | 27 953       | 48,38        | 31 878      | 47,95       |  |
|                       | Louis Robin élu       | PS             | 23 318       | 40,36        | 34 603      | 52,05       |  |
|                       | Marcel Benoit         | PCF            | 4 524        | 7,83         |             |             |  |
|                       | Micheline Antonucci   | PSU            | 1 125        | 1,95         |             |             |  |
|                       | Pierre Dordain        | PSD            | 854          | 1,48         |             |             |  |
|                       |                       |                |              |              |             |             |  |
| Inscrits              | Inscrits              | Inscrits       | 87 634       | 100,00       | 87 621      | 100,00      |  |
| Abstentions           | Abstentions           | Abstentions    | 29 209       | 33,33        | 20 445      | 23,33       |  |
| Votants               | Votants               | Votants        | 58 425       | 66,67        | 67 176      | 76,67       |  |
| Blancs et nuls        | Blancs et nuls        | Blancs et nuls | 651          | 1,11         | 695         | 1,03        |  |
| Exprimés              | Exprimés              | Exprimés       | 57 774       | 98,89        | 66 481      | 98,97       |  |
| Source : Data.gouv.fr |                       |                |              |              |             |             |  |

Le suppléant de Louis Robin était le Docteur Louis Jannel, MRG, maire de Montrevel-en-Bresse.

### Élections de 1988
| Candidat              | Candidat                       | Parti          | Premier tour | Premier tour | Second tour | Second tour |  |
| Candidat              | Candidat                       | Parti          | Voix         | %            | Voix        | %           |  |
| --------------------- | ------------------------------ | -------------- | ------------ | ------------ | ----------- | ----------- |  |
|                       | Jacques Boyon élu              | RPR (URC)      | 20 321       | 46,65        | 26 307      | 52,43       |  |
|                       | Dominique Saint-Pierre sortant | MRG (PS)       | 16 950       | 38,92        | 23 872      | 47,57       |  |
|                       | Bernard Aulagne                | FN             | 3 109        | 7,14         |             |             |  |
|                       | Lionel Mornet                  | PCF            | 1 977        | 4,54         |             |             |  |
|                       | Régis Pujol                    | PNPG           | 1 199        | 2,75         |             |             |  |
|                       |                                |                |              |              |             |             |  |
| Inscrits              | Inscrits                       | Inscrits       | 71 867       | 100,00       | 71 856      | 100,00      |  |
| Abstentions           | Abstentions                    | Abstentions    | 27 652       | 38,48        | 20 878      | 29,06       |  |
| Votants               | Votants                        | Votants        | 44 215       | 61,52        | 50 978      | 70,94       |  |
| Blancs et nuls        | Blancs et nuls                 | Blancs et nuls | 659          | 1,49         | 799         | 1,57        |  |
| Exprimés              | Exprimés                       | Exprimés       | 43 556       | 98,51        | 50 179      | 98,43       |  |
| Source : Data.gouv.fr |                                |                |              |              |             |             |  |

Le suppléant de Jacques Boyon était Paul Morin, conseiller général UDF de Bourg-en-Bresse.

### Élections de 1993
| Candidat       | Candidat                    | Parti          | Premier tour | Premier tour | Second tour | Second tour |  |
| Candidat       | Candidat                    | Parti          | Voix         | %            | Voix        | %           |  |
| -------------- | --------------------------- | -------------- | ------------ | ------------ | ----------- | ----------- |  |
|                | Jacques Boyon sortant réélu | RPR (UPF)      | 21 779       | 46,47        | 27 069      | 58,33       |  |
|                | Pierre Fromont              | MRG (ADFP)     | 11 300       | 24,11        | 19 340      | 41,67       |  |
|                | Bernard Aulagne             | FN             | 4 816        | 10,28        |             |             |  |
|                | Marc de Antoni              | Les Verts (EÉ) | 4 620        | 9,86         |             |             |  |
|                | Lionel Mornet               | PCF            | 1 863        | 3,98         |             |             |  |
|                | Nicole Giret                | LT-LNÉ         | 1 193        | 2,55         |             |             |  |
|                | Yves Petiot                 | LO             | 720          | 1,54         |             |             |  |
|                | Jean-François Mortel        | LCR            | 574          | 1,22         |             |             |  |
|                | Jean-Claude Lefer           | Divers         | 0            | 0            |             |             |  |
|                |                             |                |              |              |             |             |  |
| Inscrits       | Inscrits                    | Inscrits       | 74 307       | 100,00       | 74 305      | 100,00      |  |
| Abstentions    | Abstentions                 | Abstentions    | 24 978       | 33,61        | 25 117      | 33,8        |  |
| Votants        | Votants                     | Votants        | 49 329       | 66,39        | 49 188      | 66,2        |  |
| Blancs et nuls | Blancs et nuls              | Blancs et nuls | 2 464        | 5            | 2 779       | 5,65        |  |
| Exprimés       | Exprimés                    | Exprimés       | 46 865       | 95           | 46 409      | 94,35       |  |

Le suppléant de Jacques Boyon était Paul Morin. Nicole Giret est déclarée inéligible en raison du rejet de son compte de campagne (décision n° 93-1393 AN du 22 septembre 1993 du Conseil constitutionnel).

### Élections de 1997
| Candidat       | Candidat              | Parti          | Premier tour | Premier tour | Second tour | Second tour |  |
| Candidat       | Candidat              | Parti          | Voix         | %            | Voix        | %           |  |
| -------------- | --------------------- | -------------- | ------------ | ------------ | ----------- | ----------- |  |
|                | André Godin élu       | PS             | 14 666       | 31,23        | 25 685      | 50,28       |  |
|                | Jacques Boyon sortant | RPR            | 14 048       | 29,91        | 25 396      | 49,72       |  |
|                | Annick Veillerot      | FN             | 7 476        | 15,92        |             |             |  |
|                | Jean-Claude Marquis   | UDF            | 2 583        | 5,50         |             |             |  |
|                | Monique Duthu         | Les Verts      | 2 455        | 5,23         |             |             |  |
|                | Lionel Mornet         | PCF            | 2 185        | 4,65         |             |             |  |
|                | Hervé Le Maout        | LDI (MPF)      | 1 310        | 2,79         |             |             |  |
|                | Yves Petiot           | LO             | 1 047        | 2,23         |             |             |  |
|                | Carole Gerbaud        | CAP            | 569          | 1,21         |             |             |  |
|                | Bernard Favre         | MÉI            | 554          | 1,18         |             |             |  |
|                | Gilbert Bonnot        | Divers gauche  | 69           | 0,15         |             |             |  |
|                |                       |                |              |              |             |             |  |
| Inscrits       | Inscrits              | Inscrits       | 75 649       | 100,00       | 75 643      | 100,00      |  |
| Abstentions    | Abstentions           | Abstentions    | 26 021       | 34,4         | 21 394      | 28,28       |  |
| Votants        | Votants               | Votants        | 49 628       | 65,6         | 54 249      | 71,72       |  |
| Blancs et nuls | Blancs et nuls        | Blancs et nuls | 2 663        | 5,37         | 3 168       | 5,84        |  |
| Exprimés       | Exprimés              | Exprimés       | 46 965       | 94,63        | 51 081      | 94,16       |  |

Le suppléant d'André Godin était Bernard Fonteneau, journaliste, conseiller général du canton de Montrevel-en-Bresse, maire d'Attignat.

### Élections de 2002
| Candidat                     | Candidat                 | Parti                   | Premier tour | Premier tour | Second tour | Second tour |
| Candidat                     | Candidat                 | Parti                   | Voix         | %            | Voix        | %           |
| ---------------------------- | ------------------------ | ----------------------- | ------------ | ------------ | ----------- | ----------- |
|                              | Jean-Michel Bertrand élu | UMP                     | 21 397       | 42,49        | 26 697      | 57,40       |
|                              | André Godin sortant      | PS                      | 16 734       | 33,23        | 19 817      | 42,60       |
|                              | Armelle Benoiston        | FN                      | 5 630        | 11,18        |             |             |
|                              | France Besson            | CPNT                    | 899          | 1,79         |             |             |
|                              | Hervé Le Maout           | MPF                     | 803          | 1,59         |             |             |
|                              | Annick Veillerot         | MNR                     | 781          | 1,55         |             |             |
|                              | Noëlle Favier            | PCF                     | 737          | 1,46         |             |             |
|                              | Carole Guenard-Gerbaud   | LCR                     | 713          | 1,42         |             |             |
|                              | Bernard Favre            | Divers écologiste (MÉI) | 627          | 1,25         |             |             |
|                              | Jean-Pierre Cotton       | Extrême gauche          | 597          | 1,19         |             |             |
|                              | Béatrice Durand          | Pôle républicain        | 555          | 1,10         |             |             |
|                              | Éric Lahy                | LO                      | 414          | 0,82         |             |             |
|                              | Léo Solmont              | Divers écologiste (GÉ)  | 216          | 0,43         |             |             |
|                              | Jean-Michel Boulme       | Extrême gauche (PT)     | 191          | 0,38         |             |             |
|                              | Olivier Bovis            | Divers                  | 64           | 0,13         |             |             |
|                              |                          |                         |              |              |             |             |
| Inscrits                     | Inscrits                 | Inscrits                | 80 534       | 100,00       | 80 535      | 100,00      |
| Abstentions                  | Abstentions              | Abstentions             | 29 279       | 36,36        | 32 646      | 40,54       |
| Votants                      | Votants                  | Votants                 | 51 255       | 63,64        | 47 889      | 59,46       |
| Blancs et nuls               | Blancs et nuls           | Blancs et nuls          | 897          | 1,75         | 1 375       | 2,87        |
| Exprimés                     | Exprimés                 | Exprimés                | 50 358       | 98,25        | 46 514      | 97,13       |
| Source : Assemblée nationale |                          |                         |              |              |             |             |

Le suppléant de Jean-Michel Bertrand était Jean Bernadac, pharmacien, conseiller général du canton de Coligny.

### Élections de 2007
| Candidat       | Candidat                | Parti             | Premier tour | Premier tour | Second tour | Second tour |  |
| Candidat       | Candidat                | Parti             | Voix         | %            | Voix        | %           |  |
| -------------- | ----------------------- | ----------------- | ------------ | ------------ | ----------- | ----------- |  |
|                | Xavier Breton élu       | UMP               | 24 250       | 47,24        | 27 739      | 53,66       |  |
|                | Jean-François Debat     | PS                | 16 415       | 31,98        | 23 953      | 46,34       |  |
|                | Marc Pariot             | UDF–MoDem         | 2 860        | 5,57         |             |             |  |
|                | Marie-Lucienne Catherin | FN                | 2 086        | 4,06         |             |             |  |
|                | Monique Duthu           | EÉLV              | 1 411        | 2,75         |             |             |  |
|                | Carole Guénard-Guerbaud | LCR               | 1 162        | 2,26         |             |             |  |
|                | Jacques Fléchon         | MPF               | 1 078        | 2,10         |             |             |  |
|                | Pierre Avinière         | PCF               | 789          | 1,54         |             |             |  |
|                | Bernard Favre           | MÉI               | 530          | 1,03         |             |             |  |
|                | Odile Huret             | Divers écologiste | 448          | 0,87         |             |             |  |
|                | Éric Lahy               | LO                | 300          | 0,58         |             |             |  |
|                |                         |                   |              |              |             |             |  |
| Inscrits       | Inscrits                | Inscrits          | 86 613       | 100,00       | 86 608      | 100,00      |  |
| Abstentions    | Abstentions             | Abstentions       | 34 540       | 39,88        | 33 907      | 39,15       |  |
| Votants        | Votants                 | Votants           | 52 073       | 60,12        | 52 701      | 60,85       |  |
| Blancs et nuls | Blancs et nuls          | Blancs et nuls    | 744          | 1,43         | 1 009       | 1,91        |  |
| Exprimés       | Exprimés                | Exprimés          | 51 329       | 98,57        | 51 692      | 98,09       |  |

Le suppléant de Xavier Breton était Jean Bernadac.

### Élections de 2012
| Candidat       | Candidat                    | Parti          | Premier tour | Premier tour | Second tour | Second tour |  |
| Candidat       | Candidat                    | Parti          | Voix         | %            | Voix        | %           |  |
| -------------- | --------------------------- | -------------- | ------------ | ------------ | ----------- | ----------- |  |
|                | Jean-François Debat         | PS             | 18 312       | 38,92        | 22 743      | 48,41       |  |
|                | Xavier Breton sortant réélu | UMP            | 17 716       | 37,65        | 24 233      | 51,59       |  |
|                | Clément Perrin              | RBM (FN)       | 7 290        | 15,49        |             |             |  |
|                | Sébastien Boileau           | FG (PG) (PCF)  | 1 520        | 3,23         |             |             |  |
|                | Nadia Errouane-Allouache    | EÉLV           | 1 161        | 2,47         |             |             |  |
|                | Grégory Baudouin            | DLR            | 296          | 0,63         |             |             |  |
|                | Murielle Van der Vossen     | AÉI            | 226          | 0,48         |             |             |  |
|                | Jacques Fléchon             | MPF            | 220          | 0,47         |             |             |  |
|                | Carole Gerbaud              | NPA            | 171          | 0,36         |             |             |  |
|                | Maude Lépagnot              | LO             | 141          | 0,30         |             |             |  |
|                |                             |                |              |              |             |             |  |
| Inscrits       | Inscrits                    | Inscrits       | 79 066       | 100,00       | 79 072      | 100,00      |  |
| Abstentions    | Abstentions                 | Abstentions    | 31 537       | 39,89        | 31 172      | 39,42       |  |
| Votants        | Votants                     | Votants        | 47 529       | 60,11        | 47 900      | 60,58       |  |
| Blancs et nuls | Blancs et nuls              | Blancs et nuls | 476          | 1            | 924         | 1,93        |  |
| Exprimés       | Exprimés                    | Exprimés       | 47 053       | 99           | 46 976      | 98,07       |  |

Le suppléant de Xavier Breton était Jean-Yves Flochon, dirigeant de société, maire de Ceyzériat, conseiller général du canton de Ceyzériat.

### Élections de 2017
|                                                                       | |                           |                           |                          |                          |
|                                                                       | | Premier tour 11 juin 2017 | Premier tour 11 juin 2017 | Second tour 18 juin 2017 | Second tour 18 juin 2017 |
|                                                                       | |                           |                           |                          |                          |
|                                                                       | | Nombre                    | % des inscrits            | Nombre                   | % des inscrits           |
| Inscrits                                                              | Inscrits | 82 694                    | 100,00                    | 82 673                   | 100,00                   |
| Abstentions                                                           | Abstentions | 42 063                    | 50,87                     | 46 945                   | 56,78                    |
| Votants                                                               | Votants | 40 631                    | 49,13                     | 35 728                   | 43,22                    |
|                                                                       | |                           | % des votants             |                          | % des votants            |
| Bulletins blancs                                                      | Bulletins blancs | 545                       | 1,34                      | 2 245                    | 6,28                     |
| Bulletins nuls                                                        | Bulletins nuls | 155                       | 0,38                      | 805                      | 2,25                     |
| Suffrages exprimés                                                    | Suffrages exprimés | 39 931                    | 98,28                     | 32 678                   | 91,46                    |
|                                                                       | |                           |                           |                          |                          |
| Candidat Étiquette politique (partis et alliances)                    | Candidat Étiquette politique (partis et alliances)                                                                                      | Voix                      | % des exprimés            | Voix                     | % des exprimés           |
|                                                                       | |                           |                           |                          |                          |
|                                                                       | Laurent Mallet Mouvement démocrate (La République en marche !)                                                                          | 13 534                    | 33,89                     | 15 114                   | 46,25                    |
|                                                                       | Xavier Breton (député sortant) Les Républicains (Union des démocrates et indépendants - Chasse, pêche, nature et traditions)            | 10 693                    | 26,78                     | 17 564                   | 53,75                    |
|                                                                       | Jérôme Buisson Front national | 6 174                     | 15,46                     |                          |                          |
|                                                                       | Fabrine Martin-Zemlik La France insoumise                                                                                               | 3 874                     | 9,70                      |                          |                          |
|                                                                       | Florence Blatrix-Contat Parti socialiste (Europe Écologie Les Verts - Parti radical de gauche -Union des démocrates et des écologistes) | 3 687                     | 9,23                      |                          |                          |
|                                                                       | Jacques Fontaine Parti communiste français (Ensemble !)                                                                                 | 656                       | 1,64                      |                          |                          |
|                                                                       | Laurane Raimondo Mouvement 100% (Génération vivante, volontaire et valeureuse)                                                          | 562                       | 1,41                      |                          |                          |
|                                                                       | Maude Lépagnot Lutte ouvrière | 293                       | 0,73                      |                          |                          |
|                                                                       | Marie Carlier Union populaire républicaine                                                                                              | 247                       | 0,62                      |                          |                          |
|                                                                       | Gilbert Bonnot Sans étiquette | 211                       | 0,53                      |                          |                          |
| Source : Ministère de l'Intérieur - Première circonscription de l'Ain | |                           |                           |                          |                          |

Le suppléant de Xavier Breton était Jean-Yves Flochon.

### Élections de 2022
Les élections législatives françaises de 2022 ont lieu les dimanches 12 et 19 juin 2022.
| Candidat                 | Candidat                  | Parti et coalition       | Nuance                   | Premier tour | Premier tour | Second tour | Second tour |
| Candidat                 | Candidat                  | Parti et coalition       | Nuance                   | Voix         | %            | Voix        | %           |
| ------------------------ | ------------------------- | ------------------------ | ------------------------ | ------------ | ------------ | ----------- | ----------- |
|                          | Xavier Breton             | LR (UDC)                 | LR                       | 10 599       | 25,35        | 24 408      | 63,22       |
|                          | Sébastien Guéraud         | PS (NUPES)               | NUP                      | 9 982        | 23,87        | 14 203      | 36,78       |
|                          | Brigitte Piroux Giannotti | RN                       | RN                       | 8 971        | 21,46        |             |             |
|                          | Vincent Guillermin        | LREM (ENS)               | ENS                      | 8 071        | 19,30        |             |             |
|                          | Julien Bellon             | REC                      | REC                      | 1 995        | 4,77         |             |             |
|                          | Eliane Armenjon           | PA                       | ECO                      | 1 161        | 2,78         |             |             |
|                          | Michael Mendes            | DLF (UPF)                | DSV                      | 641          | 1,53         |             |             |
|                          | Éric Lahy                 | LO                       | DXG                      | 391          | 0,94         |             |             |
|                          |                           |                          |                          |              |              |             |             |
| Votes valides            | Votes valides             | Votes valides            | Votes valides            | 41 811       | 98,30        | 38 609      | 94,75       |
| Votes blancs             | Votes blancs              | Votes blancs             | Votes blancs             | 490          | 1,15         | 1 587       | 3,89        |
| Votes nuls               | Votes nuls                | Votes nuls               | Votes nuls               | 234          | 0,55         | 552         | 1,35        |
| Total                    | Total                     | Total                    | Total                    | 42 535       | 100          | 40 748      | 100         |
| Abstention               | Abstention                | Abstention               | Abstention               | 43 652       | 50,65        | 45 446      | 52,73       |
| Inscrits / participation | Inscrits / participation  | Inscrits / participation | Inscrits / participation | 86 187       | 49,35        | 86 194      | 47,27       |

Le suppléant de Xavier Breton était Jean-Yves Flochon

### Élections de 2024
Député sortant : Xavier Breton (Les Républicains)
| Candidat                 | Candidat                 | Parti et coalition       | Nuance                   | Premier tour | Premier tour | Second tour | Second tour |
| Candidat                 | Candidat                 | Parti et coalition       | Nuance                   | Voix         | %            | Voix        | %           |
| ------------------------ | ------------------------ | ------------------------ | ------------------------ | ------------ | ------------ | ----------- | ----------- |
|                          | Christophe Maître        | RN                       | RN                       | 23 819       | 39,37        | 26 116      | 43,52       |
|                          | Xavier Breton            | LR                       | LR                       | 14 495       | 23,96        | 33 889      | 56,48       |
|                          | Sébastien Guéraud        | PS (NFP)                 | UG                       | 14 188       | 23,45        | Retrait     | Retrait     |
|                          | Vincent Guillermin       | RE (ENS)                 | ENS                      | 7 063        | 11,68        |             |             |
|                          | Éric Lahy                | LO                       | EXG                      | 419          | 0,69         |             |             |
|                          | Michaël Mendes           | DLF                      | DSV                      | 314          | 0,52         |             |             |
|                          | Cyril Vincent            | SE                       | DSV                      | 197          | 0,33         |             |             |
|                          |                          |                          |                          |              |              |             |             |
| Votes valides            | Votes valides            | Votes valides            | Votes valides            | 60 495       | 97,84        | 60 005      | 96,30       |
| Votes blancs             | Votes blancs             | Votes blancs             | Votes blancs             | 929          | 1,50         | 1 797       | 2,88        |
| Votes nuls               | Votes nuls               | Votes nuls               | Votes nuls               | 406          | 0,66         | 509         | 0,82        |
| Total                    | Total                    | Total                    | Total                    | 61 830       | 100          | 62 311      | 100         |
| Abstention               | Abstention               | Abstention               | Abstention               | 25 013       | 28,80        | 24 543      | 28,26       |
| Inscrits / participation | Inscrits / participation | Inscrits / participation | Inscrits / participation | 86 843       | 71,20        | 86 854      | 71,74       |

Le suppléant de Xavier Breton est Jean-Yves Flochon, conseiller départemental du canton de Ceyzériat, Vice-Président du conseil départemental de l'Ain, Vice-Président de la communauté d'agglomération Bourg en Bresse Agglomération.